# Betta obscura
Betta obscura — тропічний прісноводний вид риб з родини осфронемових (Osphronemidae), підродина макроподових (Macropodusinae).
Назва obscura походить від латинського прикметника obscurus, що означає «невиразний, непримітний», стосується зовнішності риби взагалі.
Betta obscura належить до групи видів B. akarensis, до її складу входять також B. akarensis, B. balunga, B. chini, B. pinguis, B. ibanorum, B. aurigans.

## Опис
Максимальний відомий розмір Betta obscura — 69,1 мм стандартної (без хвостового плавця) довжини. Тіло відносно коротке й міцне, його висота становить 28,7-32,7 % стандартної довжини. Голова порівняно довга, загострена, завдовжки 30,9-35,4 % стандартної довжини. Діаметр орбіт очей становить 21,1-25,3 % довжини голови.
28-30 бічних лусок, хребців 28-30.
Хвостовий плавець ланцетний з подовженими центральними променями. Спинний та анальний плавці загострені на кінці, мають подовжені задні промені. У спинному плавці 0-2 твердих і 8-9 м'яких променів, початок плавця розташований над 14-15-ю бічною лускою. В анальному плавці 2-3 тверді та 24-27 м'яких (всього 26-29) променів, преанальна довжина становить 46,1-50,7 %, а довжина основи плавця 51,3-56,4 % стандартної довжини. Черевні плавці серпоподібні з довгим ниткоподібним першим променем, їхня довжина становить 33,1-52,6 % стандартної довжини.
Живе забарвлення не було записане, досліджувались лише законсервовані зразки. Чорна смужка проходить через око від кінчика морди до краю зябрових кришок. Нижче розташована ще одна чорна смужка. Малюнок із чорних цяток на зябрових кришках у Betta obscura менш щільний, ніж в інших членів групи видів B. akarensis, за винятком B. ibanorum та B. aurigans.

## Поширення
Betta obscura відома лише з верхньої частини басейну річки Баріто в індонезійській провінції Центральний Калімантан. Населяє територію площею приблизно 24 км², а загальна територія ареалу поширення орієнтовно становить 3545 км². Зразки були зібрані в лісових струмках. Поточні тенденції чисельності популяції виду невідомі.